# سیکمر (کنتاکی)
سیکمر (به انگلیسی: Sycamore) شهری در ایالت کنتاکی کشور ایالات متحده آمریکا است که جمعیت آن در سرشماری سال ۲۰۱۰ میلادی، ۱۶۰ نفر بوده‌است.